# Pedasí (distrito)
Pedasí é um distrito da província de Los Santos, Panamá. Possui uma área de 384,50 km² e uma população de 3.614 habitantes (censo 2000), perfazendo uma densidade demográfica de 9,40 hab./km². Sua capital é a cidade de Pedasí.